# Темпоаль-де-Санчес
Темпоаль-де-Санчес (исп. Tempoal de Sánchez) — город и административный центр муниципалитета Темпоаль в мексиканском штат Веракрус. Численность населения, по данным переписи 2010 года, составила 12 526 человек.